# Ouanoukrim
Ouanoukrim är ett berg i Marocko. Det ligger i regionen Marrakech-Safi, 300 km söder om huvudstaden Rabat. Toppen på Ouanoukrim är 4 080 meter över havet.